# Óscar Acúrsio
Óscar Acúrsio da Silva Pereira (* 7. August 1916 in Lissabon; † 29. März 1990) war ein portugiesischer Schauspieler.

## Leben
Acúrsio kam als Sohn des Journalisten Acúrsio Pereira zur Welt. Er brach sein Studium ab, um sich dem Film zu widmen. 1935 begann er als Produktionsassistent zu arbeiten und war im Produktionsstab der Spielfilme Os Fidalgos da Casa Mourisca (1938), Ala-Arriba (1942), A Mantilha de Beatriz (1946), Camões (1946), Amanhã Como Hoje (1948) und Heróis do Mar (1949). Auf Einladung von Vasco Morgado absolvierte er 1950 in Rom eine Ausbildung zum Filmtechniker. Später arbeitete er lange Jahre als Assistent und Produzent für den Fernsehsender RTP.
Schon zuvor hatte er in mehreren Spielfilmen Nebenrollen übernommen, so in João Ratão (1940), Cais do Sodré (1946), Os Vizinhos do Rés do Chão (1947), O Leão da Estrela (1947) und Três Espelhos (1947). 1952 debütierte er im Teatro Monumental in dem Stück Viva o Luxo auf der Bühne. Es folgten Rollen in den Produktionen Cá vai Lisboa und Garotas no Espeto, in den Komödien Pinto Calçudo und Ela não gostava do Patrão, im Kindertheater, in Revuen und im Teletheater des Fernsehsenders RTP, darunter die gefeierte Produktion A Casa-Fronteira (1969). 1970 war er an der Seite von Ivone Silva und Fernanda Borsatti im Film A Maluquinha de Arroios zum letzten Mal im Kino zu sehen. 1984 übernahm er die Rolle des Graxas in der Telenovela Chuva na Areia.
Er war mit der Schauspielerin  Isabel de Castro verheiratet.